# Definitheit (Linguistik)
Definitheit, Determination, Determiniertheit oder deutsch Bestimmtheit ist in der Linguistik eine Kategorie der sprachlichen Referenz (Bezugnahme). Sie unterscheidet zwischen den Parametern indefinit, definit, spezifisch und generisch. Ihre Funktion ist es, die Referenz auf bereits im Redeuniversum Bekanntes (Definitheit, z. B. die alte Dame, diese) vom Bezug auf noch nicht ins Redeuniversum Eingeführtes (Indefinitheit, z. B. eine alte Dame, jemand) zu unterscheiden. In Sprachen wie Deutsch ist Definitheit eine grammatische Kategorie, die sich vor allem im Gegensatz zwischen dem definiten (bestimmten) vs. indefiniten (unbestimmten) Artikel äußert.
Determination wird in europäischen Sprachen häufig am Substantiv oder in der Nominalphrase ausgedrückt, kann jedoch genauso über das Verb gesteuert werden. In anderen Sprachen wiederum wird Determination über die Flexion gesteuert.

## Situation im Deutschen
Im Deutschen wird ein nominaler Ausdruck genau dann als definit markiert, wenn die Menge seiner Referenten bereits im Redeuniversum besteht und wenn sie ausgeschöpft wird, d. h. wenn alle und nicht nur einige Elemente der bereits eingeführten Menge gemeint sind.
```
Da waren Studenten. 
Sie
 kamen auf mich zu.
```

```
Da waren Studenten. 
Einige
 kamen auf mich zu.
```

In beiden Beispielen ist der nominale Ausdruck Studenten indefinit, denn die Referenten werden durch diesen Ausdruck erstmals eingeführt. Nach diesem Satz ist diese Menge von Referenten eingeführt. Im zweiten Satz von Beispiel 1 wird sie ausgeschöpft; deshalb steht da das definite Pronomen sie. Im Nachsatz von Beispiel 2 dagegen wird zwar auch auf diese Menge Bezug genommen, aber sie wird nicht ausgeschöpft; deshalb steht da das indefinite Pronomen einige.

## Arten der Determination
Die Determination weist einem Nomen zu, welches Verhältnis es zu seinem außersprachlichen Bezugsobjekt einnehmen kann. Dabei wird in erster Linie zwischen definiter und indefiniter Referenz unterschieden; dies soll im Folgenden an einigen Beispielen aus der deutschen Sprache veranschaulicht werden.

### Indefinite Referenz
Indefinite Referenz tritt auf, wenn sich ein Nomen zu einer Klasse außersprachlicher Bezugsobjekte beliebig verhält, d. h., es wird nicht auf ein spezielles Exemplar verwiesen:
```
„Gegenüber wohnt ein Känguru.“
```

Diese Art der Referenz kann im Deutschen durch die Partikel irgend verstärkt werden, wenn diese Beliebigkeit besonders hervorgehoben werden soll.

### Definite Referenz
Definite Referenz ist zu unterscheiden in mindestens zwei Unterkategorien:
- definiter Typus
- definites Token

#### Definiter Typus
Im Deutschen bestimmen die Determinative solch- und was für ein Nomen nach Typus, d. h., sie referieren auf die Eigenschaften eines Bezugsobjektes:
```
„Was für ein Känguru ist das?“
```

```
„Solch ein Känguru hab ich noch nie erlebt.“
```

#### Definites Token
Die Determinative welch- und dies- bzw. jen- bestimmen dagegen ein spezifisches Token innerhalb einer Klasse von Bezugsobjekten, das von anderen Mitgliedern dieser Klasse unterschieden wird:
```
„Welches Känguru wohnt gegenüber von dir, dieses oder jenes?“
```

Der bestimmte Artikel d- (der/die/das) gehört auch zu diesen Determinativen, hat jedoch weitere Funktionen. Zum Beispiel kann er auf einen generischen Prototyp referieren, der als Stellvertreter für eine ganze Klasse von Bezugsobjekten steht:
```
„Das Känguru ist ein Symbol für Australien.“
```

### Quotielle Determination
Im Deutschen gibt es außerdem Determinative, die auf eine Teilmenge von Bezugsobjekten referieren:
```
„Jedes Känguru kann springen, manch ein Känguru kann auch boxen, aber kein Känguru kann rückwärts gehen.“
```

```
„Viele Kängurus leben in Australien, aber manche auch woanders.“
```

### Stück- oder Stoffname?
Auch die Frage, ob ein Bezugsobjekt für ein Substantiv zählbar (englisch countable noun, count noun) oder nicht zählbar (englisch uncountable noun, uncount noun) ist, wird durch die Determination geregelt (Näheres siehe zählbares Substantiv).

## Determinative Morphologie
Die Morphologie beschäftigt sich als Teilgebiet der Linguistik mit der Frage, in welcher Form sprachliche Zeichen grammatische Kategorien ausdrücken.
Die ungarische Sprache zum Beispiel drückt die Kategorie Determination sowohl in der Nominal- wie auch in der Verbalflexion aus.
Man vergleiche dazu folgende Sätze:
```
Nekem van 
egy
 könyvem.
 (indefinit: „Ich habe 
ein
 Buch.“)

Nálam van 
a
 könyv.
 (definit: „Ich habe 
das
 Buch.“)
```

Es ist ersichtlich, dass das Ungarische ebenso wie das Deutsche über Artikel verfügt, und zwar über einen unbestimmten (egy) ebenso wie über einen bestimmten (a bzw. vor vokalisch anlautenden Folgewörtern az). Jedoch verfügt das Ungarische – anders als das Deutsche – auch über zwei verschiedene Verbformen, die mit dem Objekt in der Kategorie Determination (indefinit/definit) kongruieren:
```
Olvas
ok
 egy könyvet.
 (indefinit: „Ich lese 
ein
 Buch.“)

Olvas
om
 a könyvet.
 (definit: „Ich lese 
das
 Buch.“)
```

Dieses Phänomen, dass eine grammatische Kategorie in einem referenziellen Sachverhalt zweimal ausgedrückt wird, nennt man Redundanz. Wird jedoch das Objekt des Satzes ("Buch") unterdrückt, bleibt der Ausdruck der grammatischen Kategorie Determination über die Verbform erhalten (während sich das Deutsche eines Pronomens zur Unterscheidung von {definit/indefinit} bedient):
```
Olvasok.
 (indefinit: „Ich lese.“)

Olvasom.
 (definit: „Ich lese es.“)
```

Andere Sprachen, wie etwa das Tschechische, verfügen über keine Artikel:
```
Mám knihu.
 (indefinit oder definit: „Ich habe ein/das Buch.“)
```

Stattdessen wird Determination häufig über die Wahl des Verbalaspekts zum Ausdruck gebracht, also etwa über das Anfügen eines Präfixes an den Verbstamm. Der Verbalaspekt bringt eigentlich primär die grammatische Kategorie {imperfektiv/perfektiv} zum Ausdruck. Er bezieht sich also darauf, ob die Handlung abgeschlossen oder unabgeschlossen ist, nimmt damit aber indirekt oft Bezug auf ein mögliches Objekt. Man vergleiche folgende Sätze:
```
Četl jsem knihu.
 (imperfektiv: „Ich habe ein Buch (aber nicht unbedingt das ganze) gelesen.“)

Přečetl jsem knihu.
 (perfektiv: „Ich habe das (ganze) Buch gelesen.“)
```

## Determinationsflexion
Einige Sprachen drücken den Determinationswert {definit} über Suffixe aus; man vergleiche die definite Nominalphrase „die Sonne“ in den Balkansprachen:
```
albanisch 
diell=i

bulgarisch 
slănce=to

rumänisch 
soare=le
```

Auch in den skandinavischen Sprachen (hier aus dem nachgestellten Demonstrativpronomen entstanden):
```
isländisch 
sól=in

färöisch 
sól=in

norwegisch 
sol=a
/
sol=en

schwedisch 
sol=en

dänisch 
sol=en
```

Im Isländischen kann das Suffix =in zwar auch als Artikel dem Substantiv vorausgehen (hin sól); dies ist aber in der Alltagssprache sehr selten.
Dabei handelt es sich durchaus um Flexionen; so wird etwa im Albanischen auch der Auslaut verändert:
```
mace
 „eine Katze“

macja
 „die Katze“
```

Ein Artikelsuffix mit dem Determinationswert {indefinit} ist etwa aus dem Persischen, einer ansonsten artikellosen Sprache, bekannt:
```
mard
 „(der) Mann“

mard=i
 „ein Mann“
```

Auch in den kurdischen Sprachen sind Suffixe gebräuchlich, die die Werte {definit/indefinit} zum Ausdruck bringen:
| „Sonne“   | Nordkurdisch (Kurmandschi) | Zentralkurdisch (Sorani) | Südkurdisch |
| --------- | -------------------------- | ------------------------ | ----------- |
| definit   | roj-Ø                      | roj=eke                  | roj-e       |
| indefinit | roj-ek                     | roj-êk                   | roj-êk      |

Im Ossetischen wird Determination durch Verschiebung des Akzents angezeigt:
```
færǽt
 „eine Axt“

fǽræt
 „die Axt“
```

## Attributive Determination
In den baltischen und in einigen slawischen Sprachen wird die Determination der Nominalphrase mittels unterschiedlicher Adjektivformen ausgedrückt; man vergleiche etwa im Litauischen:
```
lit. 
jaun
as
 vyras
 „ein junger Mann“
lit. 
jaun
asis
 vyras
 „der junge Mann“
```

Oder im Slowenischen:
```
sn. 
nov avto
 „ein neues Auto“
sn. 
nov
i
 avto
 „das neue Auto“
```

## Determinativpartikeln
In der austronesischen Sprache Cebuano gibt es sogenannte Partikeln (also unflektierbare Wörter), die dem Substantiv vorausgehen – jedoch nur, wenn dieses Objekt eines transitiven Verbs ist:
```
Mipalit si Juan 
sa
 sakyanan.
 (definites Objekt: „Juan kaufte 
das
 Auto.“)

Mipalit si Juan 
og
 sakyanan.
 (indefinites Objekt: „Juan kaufte 
ein
 Auto.“)
```